# ایندیان هات اسپرینگز (آریزونا)
ایندیان هات اسپرینگز (به انگلیسی: Indian Hot Springs) یک منطقهٔ مسکونی در ایالات متحده آمریکا است که در آریزونا واقع شده‌است. ایندیان هات اسپرینگز ۸۵۱ متر بالاتر از سطح دریا واقع شده‌است.